# Gelbes Band
Das Gelbe Band (frz.: Ruban Jaune) ist eine Auszeichnung, die 1936 von Henri Desgrange, dem Begründer der Tour de France, ins Leben gerufen wurde. Sie ist für Rennfahrer bestimmt, die auf bekannten Radsport-Klassikern, deren Strecke länger als 200 Kilometer ist, die schnellste Durchschnittsgeschwindigkeit erreichen.
Die Bezeichnung „Gelbes Band“ wurde analog zum „Blauen Band“ gewählt, mit der Atlantik-Dampfer für die schnellste Reisezeit von Europa nach Nordamerika ausgezeichnet wurden. Die Farbe Gelb bezog sich auf die Farbe des Papiers von Desgranges Zeitung L’Auto, weshalb auch der Führende der Tour de France ein Gelbes Trikot trägt.
Der erste Träger des „Gelben Bandes“ war der Belgier Gustave Danneels, der 1936 den Klassiker Paris–Tours mit einer Durchschnittsgeschwindigkeit von 41,555 km/h absolviert hatte. Der momentane Träger ist Matteo Trentin, der 2015 ebenfalls Paris-Tours mit 49,641 km/h fuhr. Dieses Rennen ist für die Verbesserung des Rekords prädestiniert, da die Strecke recht flach ist und der Wind meist von hinten kommt.

## Träger des „Gelben Bandes“
| Jahr | Name                | Nationalität | km/h        | Rennen          | Streckenlänge und Zeit |
| ---- | ------------------- | ------------ | ----------- | --------------- | ---------------------- |
| 1936 | Gustave Danneels    | Belgien      | 41,455 km/h | Paris–Tours     | 251 km in 6h03'17"     |
| 1938 | Jules Rossi         | Italien      | 42,092 km/h | Paris–Tours     | 251 km in 5h57'47"     |
| 1948 | Rik Van Steenbergen | Belgien      | 43,612 km/h | Paris–Roubaix   | 246 km in 5h38'26"     |
| 1955 | Jacques Dupont      | Frankreich   | 43,666 km/h | Paris–Tours     | 253 km in 5h47'48"     |
| 1962 | Jo de Roo           | Niederlande  | 44,903 km/h | Paris–Tours     | 267 km in 5h57'26"     |
| 1964 | Peter Post          | Niederlande  | 45,129 km/h | Paris–Roubaix   | 265 km in 5h52'19"     |
| 1975 | Freddy Maertens     | Belgien      | 46,110 km/h | Paris–Brüssel   | 285 km in 6h11'30"     |
| 1997 | Andreï Tchmil       | Ukraine      | 47,168 km/h | Paris–Tours     | 254 km in 5h23'44"     |
| 2003 | Erik Zabel          | Deutschland  | 47,550 km/h | Paris–Tours     | 257 km in 5h24'55"     |
| 2010 | Óscar Freire        | Spanien      | 47,729 km/h | Paris–Tours     | 233 km in 4h52'54"     |
| 2015 | Matteo Trentin      | Italien      | 49,641 km/h | Paris–Tours     | 231 km in 4h39'12"     |
| 2019 | Phillippe Gilbert   | Belgien      | 50,63 km/h  | Vuelta a España | 219 km in 4h20'15"     |